# بنیادهای علم سیاست
بنیادهای علم سیاست نام کتابی از عبدالرحمن عالم استاد پیشین گروه علوم سیاسی دانشگاه تهران است. این کتاب از جمله متون شناخته شده در علوم سیاسی به زبان فارسی است که برای نخستین بار در سال ۱۳۷۳ منتشر شد و تاکنون ۳۶ بار تجدید چاپ شده است. بنیادهای علم سیاست از جمله متون آموزشی پر استفاده در رشته علوم سیاسی به شمار می‌رود. این اثر توسط نشر نی منتشر شده است.

## محتوا و نقد
کتاب بنیادهای علم سیاست در ۱۶ فصل و ۳۹۱ صفحه تنظیم شده. فصل اول این کتاب به شناخت ماهیت علم سیاست اختصاص دارد. در فصل دوم روش‌های علم سیاست معرفی شده است. فصل سوم این کتاب علم سیاست و ارتباط آن با سایر علوم اجتماعی را بررسی می‌کند. فصل چهارم این اثر به مفاهیم جدید در علوم سیاسی اختصاص دارد. فصل پنجم به مفهوم کلیدی دولت ملت در علوم سیاسی پرداخته است. در فصل ششم و هفتم به منشا دولت و تکوین تاریخی آن پرداخته است. در فصل هشتم و نهم نظریات درباره دولت و سرشت حاکمیت مورد بررسی قرار گرفته و در فصل دهم حکومت‌ها طبقه بندی شده است. فصل یازدهم، دوازدهم و سیزدهم مباحثی درباره دموکراسی مورد بحث قرار می‌گیرد و در فصل چهاردهم و پانزدهم احزاب سیاسی و سپس افکار عمومی از نگاه علم سیاست بررسی می‌شود. فصل پایانی این کتاب به تبیین مفهوم دولت رفاه اختصاص دارد.
این کتاب به عنوان یک متن شناخته شده در علوم سیاسی در مجموعه «نقد متون سیاسی» مورد نقد و بررسی قرار گرفته است. همچنین مقالاتی در نقد این کتاب نوشته شده است.